# Spis radiostacji nautycznych
Spis radiostacji nautycznych (ang. GB: Admiralty List of Radio Signals lub USA: Radio Navigational Aids) – publikacja nautyczna zawierające niezbędne informacje dla nawigatora o morskich służbach radiokomunikacyjnych, urządzeniach radiokomunikacyjnych i charakterystykach oznakowania radionawigacyjnego, stosowany w żegludze, wydawane w formie drukowanej lub publikacji elektronicznej.

## Zawartość
Zawiera informacje o
1. radiostacjach brzegowych, w Polsce Polish Rescue Radio Urzędu Morskiego w Gdyni, służących do: 
  1. łączności statków z morskimi ratowniczymi centrami koordynacyjnymi (ang. maritime rescue co-ordination centre – MRCC[2]) prowadzącymi i koordynującymi akcje poszukiwawczo-ratownicze (AM)SAR, w Polsce Morskie Ratownicze Centrum Koordynacyjne w Gdyni oraz Morskie Pomocnicze Ratownicze Centrum Koordynacyjne w Świnoujściu, prowadzone przez MSPiR ze wsparciem BLMW;
  2. łączności statków z Morską Służbą Asysty Telemedycznej (ang. Maritime Telemedical Assistance Service – TMAS, Medical Radio), udzielającą konsultacji medycznych drogą radiową; w Polsce Uniwersyteckie Centrum Medycyny Morskiej i Tropikalnej[3];
  3. nadawania komunikatów o:
    1. morskiej prognozie pogody i sytuacji lodowej; w Polsce przygotowywanych przez IMGW-PIB we współpracy z SSH SZ RP,
    2. ostrzeżeniach nawigacyjnych; w Polsce przygotowywanych przez BHMW,
    3. radiowych sygnałów czasu; w Polsce dostarczanych przez Główny Urząd Miar.
2. radiostacjach portowych lub kanałów żeglugi morskiej (kapitanatu, bosmanatu, pilotażu, służby kontroli granicznej, a także operatorów ewentualnych śluz albo mostów lub kładek ruchomych), w tym o ich trybie pracy i kanałach UKF;
3. stacjach brzegowych radarów nawigacyjnych prowadzących statki;
4. systemach: AIS, VTS, DGPS, GMDSS/Navtex, Cospas-Sarsat oraz Inmarsat/ACeS.

Spis radiostacji nautycznych, aby był przydatny w nawigacji, podobnie, jak inne publikacje nautyczne powinien być na bieżąco (w cyklu cotygodniowym) aktualizowany w ramach np. Wiadomości Żeglarskich, Admiralty Notice to Mariners, US Notice to Mariners.

## Polska
W Polsce Spis radiostacji nautycznych wydaje Biuro Hydrograficzne Marynarki Wojennej po polsku w trzech częściach:
1. część I (nr 531) – obejmujący swym zakresem wybrzeża i akweny w rejonie Morza Bałtyckiego oraz cieśnin Sund, Mały Bełt, Wielki Bełt, Kattegat i Skagerrak; zawiera informacje o stacjach DGPS, AIS, radiowej służbie czasu oraz faksymile i klucze do szyfrowania obserwacji meteo-hydrologicznych.
2. część II (nr 532) – zawiera informacje o służbach pracujących na potrzeby żeglugi na torach wodnych i w rejonach podejść do portów oraz VTS i UKF.
3. część III (nr 533) – zawiera informacje o morskich stacjach radiowych, ostrzeżeniach nawigacyjnych, ratownictwie, poszukiwaniach i GMDSS oraz komunikatach meteorologicznych.

Spis radiostacji nautycznych 531, 532 i 533 dostępny (w roku 2014) jest w wersji drukowanej

## Wielka Brytania
Admiralty List of Radio Signals wydawane przez Admiralicję Brytyjską – Biuro Hydrograficzne Zjednoczonego Królestwa (ang. the United Kingdom Hydrographic Office) po angielsku, pokrywające swym zasięgiem wody żeglowne na świecie, dostępne dla morskich statków konwencyjnych, w następujących tomach dostępnych w wersji drukowanej i elektronicznej:
1. NP 281 (Parts 1 & 2) – Maritime Radio Stations;
2. NP 282 – Radio Aids to Navigation, Satellite Navigation Systems, Differential GPS (DGPS) Legal Time, Radio Time Signals and Electronic Position Fixing Systems;
3. NP 283 (Parts 1 & 2) – Maritime Safety Information Services;
4. NP 284 – Meteorological Observation Stations;
5. NP 285 – Global Maritime Distress and Safety System (GMDSS);
6. NP 286 (Parts 1–7) – Pilot Services, Vessel Traffic Services and Port Operations.

## Stany Zjednoczone
Narodowa Agencja Wywiadu Satelitarnego (ang. National Geospatial-Intelligence Agency) wydaje po angielsku Radio Navigational Aids (Publication 117) zawierającą informacje o wybranych radiostacjach brzegowych i systemach radiokomunikacyjnych przydatnych w żegludze, pokrywające swym zasięgiem wody żeglowne na świecie. Radio Navigational Aids (Publication 117) udostępniana jest nieodpłatnie (2013) w wersji elektronicznej.
Radio Navigational Aids (Publication 117) składa się z następujących działów:
1. Radio Direction Finder and Radar Stations
2. Radio Time Signals
3. Radio Navigation Warnings
4. Distress, Emergency and Safety Traffic
5. Stations Transmitting Medical Advice
6. Long Range Navigation Aids
7. AMVER
8. Communication instruction for U.S Merchant Ships

Radio Navigational Aids (Publication 117) nie zawiera informacji o radiolatarniach. Informacje o radiolatarniach są pogrupowane geograficznie i są zawarte w odpowiednich rozdziałach spisów świateł i sygnałów nawigacyjnych wydanych przez National Geospatial-Intelligence Agency (Publication od 110 do 116).